# Palazzo Doria-Tursi
Il palazzo Doria-Tursi, o palazzo Niccolò Grimaldi, è un edificio storico italiano, sito in via Garibaldi 9, nel centro storico di Genova.  È uno dei Palazzi dei Rolli che furono designati, al tempo della Repubblica di Genova, a ospitare gli ospiti di alto rango durante le visite di stato per conto del governo genovese.
L'edificio è fra i 42 palazzi dei rolli selezionati e dichiarati Patrimonio dell'umanità dall'UNESCO il 13 luglio 2006.
È sede del Comune di Genova e fa parte del polo museale dei Musei di Strada Nuova. La locuzione Palazzo Tursi è anche spesso usata come sineddoche per indicare la giunta comunale o il consiglio comunale del Comune di Genova.

## Storia

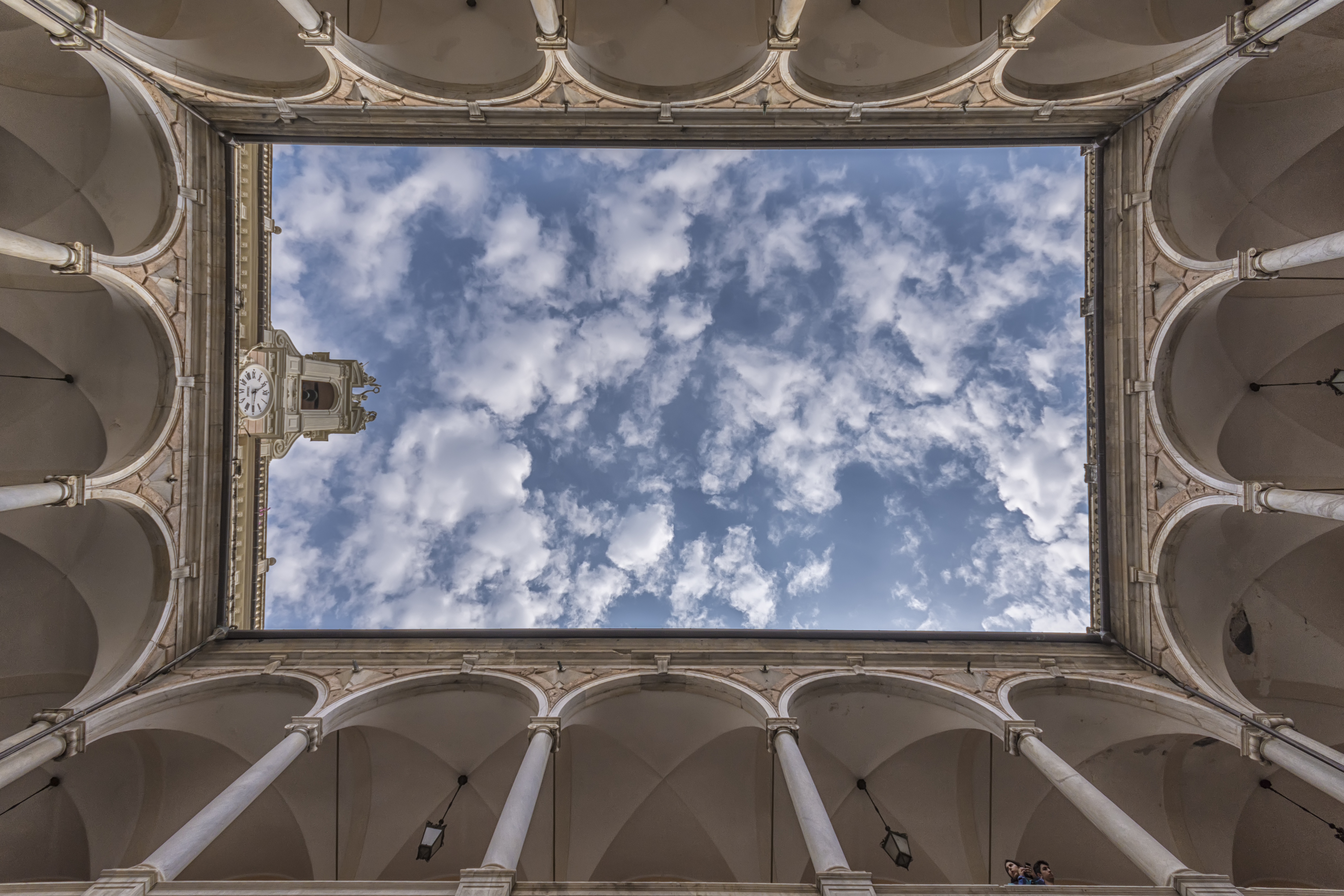
Veduta dal basso del Palazzo

Il palazzo, il maggiore per estensione in via Garibaldi già “Strada Nuova”, fu eretto a partire dal 1565 dai fratelli Domenico e Giovanni Ponzello, architetti manieristi discepoli di Galeazzo Alessi, per Niccolò Grimaldi banchiere genovese appellato "il Monarca" per il novero di titoli nobiliari di cui poteva vantarsi, e ai quali sommava gli innumerevoli crediti che aveva nei confronti di Filippo II.
È l'edificio più maestoso della via, unico edificato su ben tre lotti di terreno, con due ampi giardini a incorniciare il corpo centrale. Le ampie logge affacciate sulla strada vennero aggiunte nel 1597, quando il palazzo divenne proprietà di Giovanni Andrea Doria, principe di Melfi, che lo acquisì per il figlio cadetto Carlo, duca di Tursi, al quale si deve l'attuale denominazione.
A seguito dell'annessione della Repubblica di Genova al Regno di Sardegna, fu acquistato da Vittorio Emanuele I di Savoia il 13 gennaio del 1820. Il nuovo proprietario lo fece ristrutturare dall'architetto di corte Carlo Randoni, cui è dovuta la costruzione della torretta dell'orologio. Il Palazzo in seguito venne dato qualche anno in uso ai Gesuiti e dal 15 giugno 1850 divenne proprietà e sede del Comune di Genova.

## Descrizione

### Facciata
La facciata è la più lunga della via, tanto che fra le incisioni dei Palazzi di Genova, realizzate dal Rubens nel 1622, l'incisione dedicata al "palazzo di Don Carlo Doria Duca di Tursi" ne può contenere solo metà. Le due logge laterali furono un'aggiunta successiva voluta da Giovanni Andrea Doria e realizzate da Taddeo Carlone, autore del portale in marmo bianco con figure di armati, che in origine circondavano l'aquila dei Doria, oggi sostituita dallo scudo crociato, stemma di Genova. Il prospetto è caratterizzato dall'alternarsi di materiali di diverso colore: il rosa della pietra di Finale, il grigio-nero dell'ardesia, il bianco del pregiato marmo di Carrara. Il prospetto principale consta di due ordini sovrapposti. Il piano rialzato sopra la grande zoccolatura alterna finestre dal disegno originale con paraste rustiche aggettanti sostituite, al piano superiore, da paraste doriche. Mascheroni dalle smorfie animalesche sormontano le finestre di entrambi i piani, contribuendo alla resa plastica della facciata.

### Interni

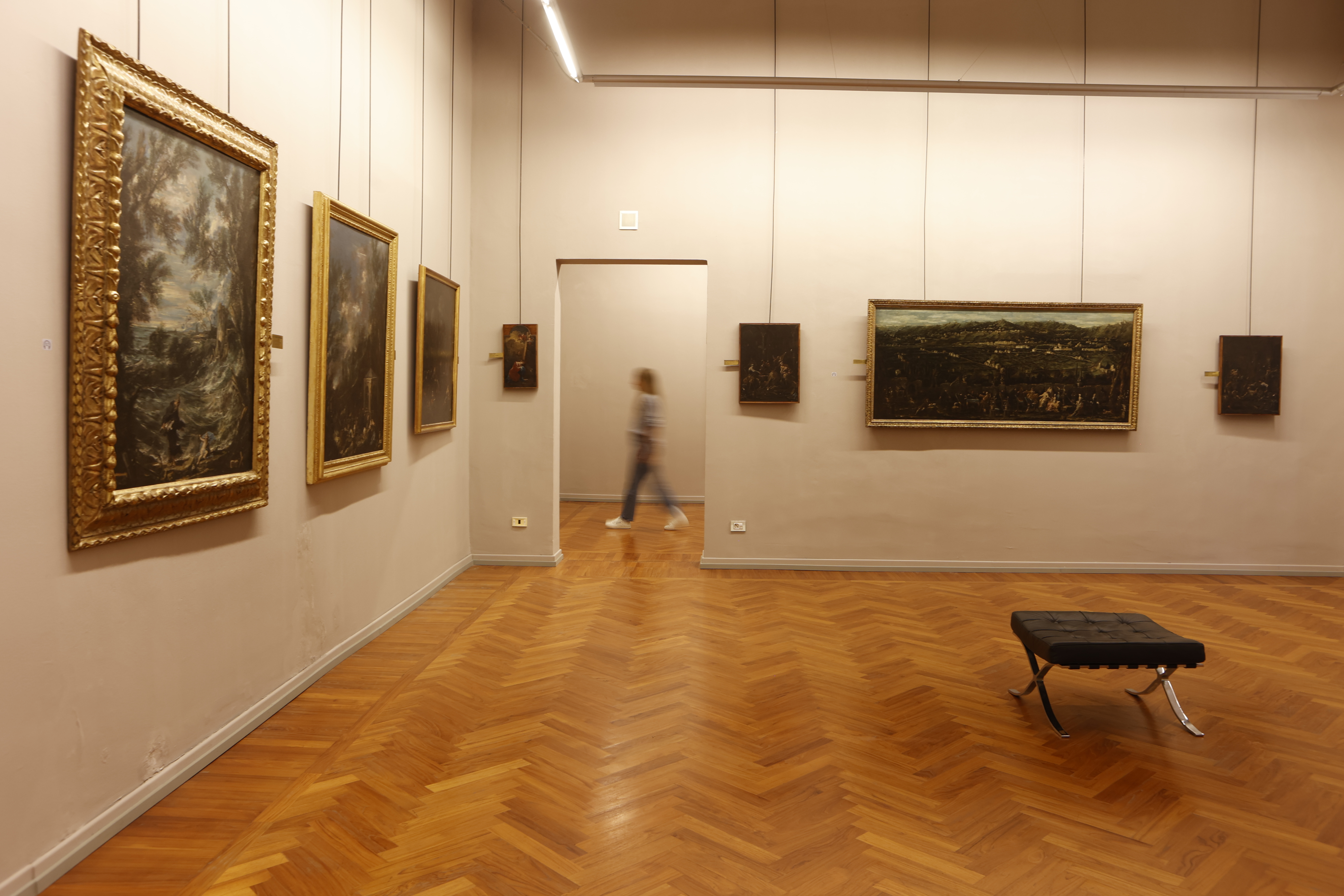
Sala XXIII

Particolarmente innovativa è l'inedita e geniale soluzione architettonica che con la successione degli spazi interni — atrio, scala, cortile rettangolare sopraelevato rispetto al portico e scalone a doppia rampa — crea un meraviglioso gioco di luci e prospettive. Il palazzo rappresenta il culmine del fasto residenziale dell'aristocrazia genovese, come testimoniato dalle decorazioni interne, dai dipinti, in parte facenti parte della collezione museale di Palazzo Bianco, e come visibile all'interno del Salone di rappresentanza negli affreschi e nei dipinti.
Alcune immagini dell'architettura del palazzo:

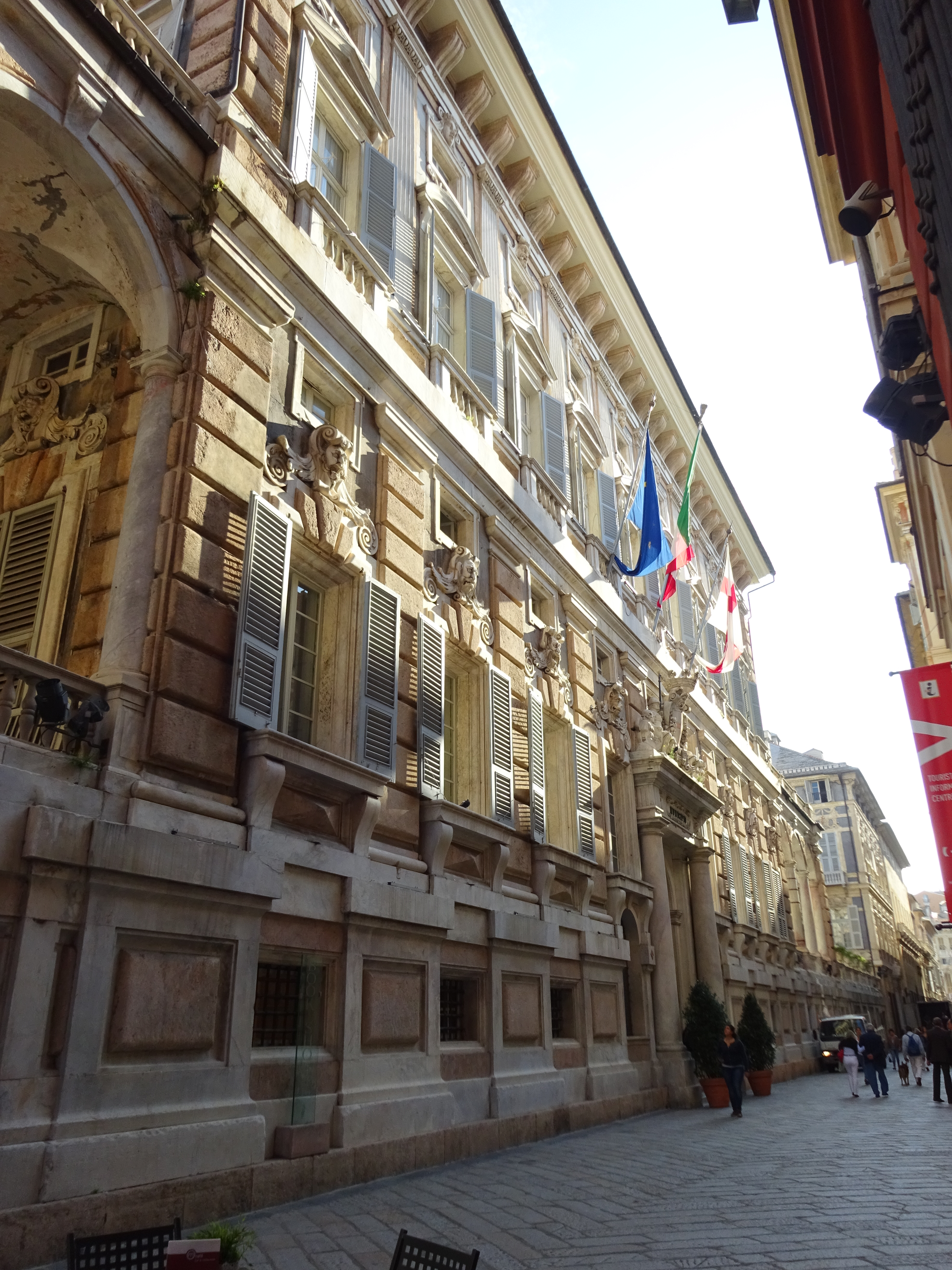
La facciata con la pietra rosa di Finale, l'ardesia della Valfontanabuona dal colore grigio-nero e il marmo bianco di Carrara
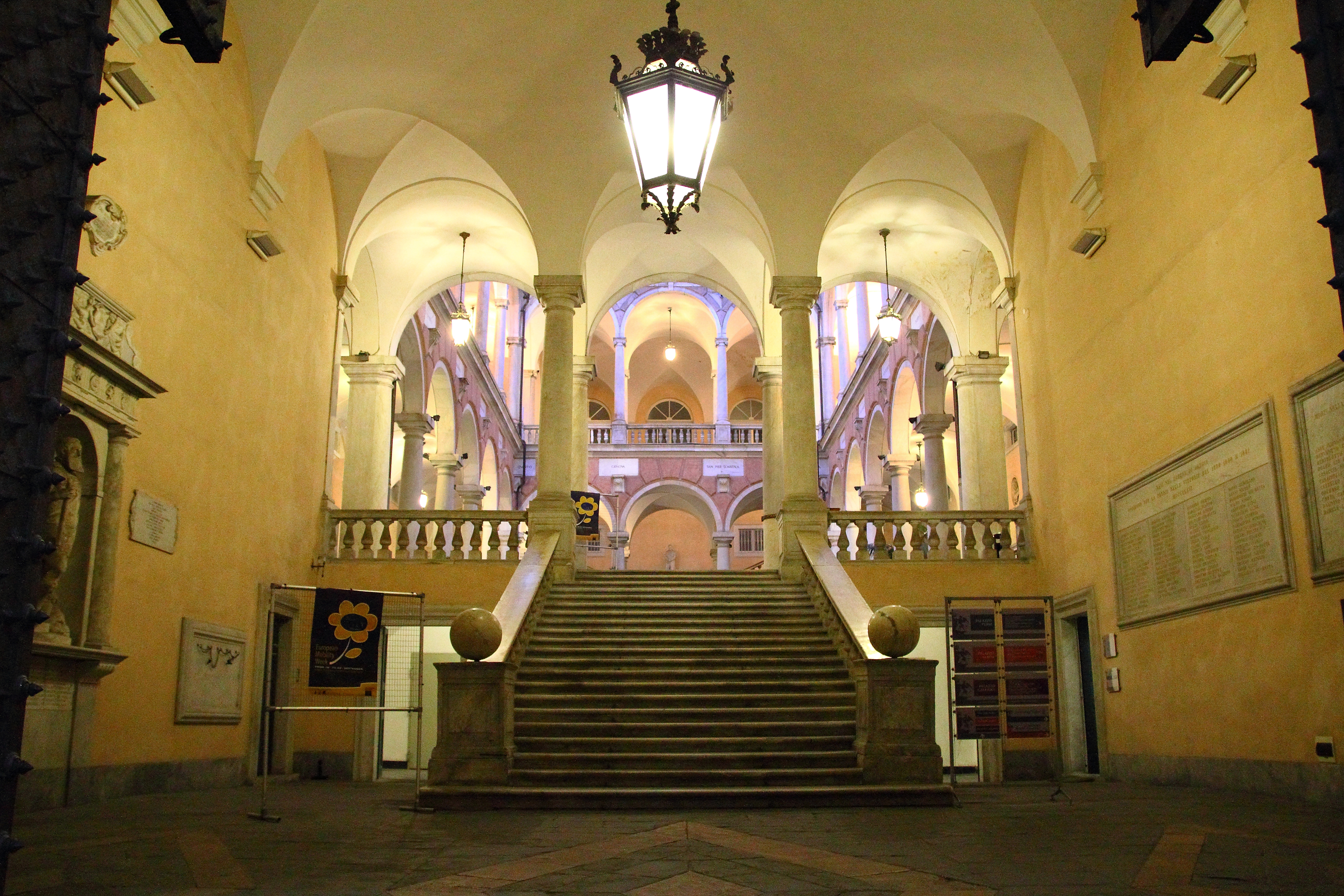
La scala
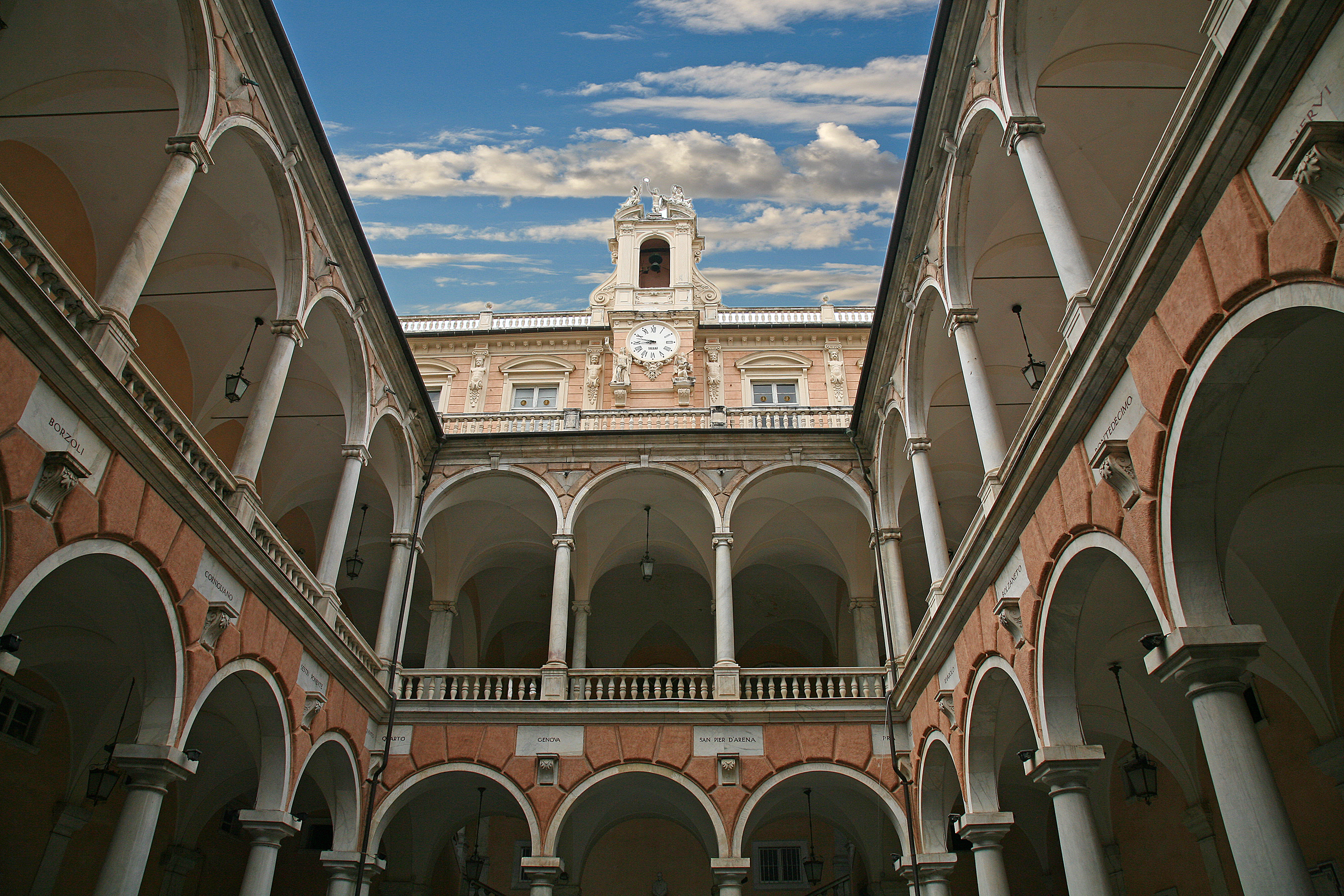
Il cortile rettangolare sopraelevato su due piani
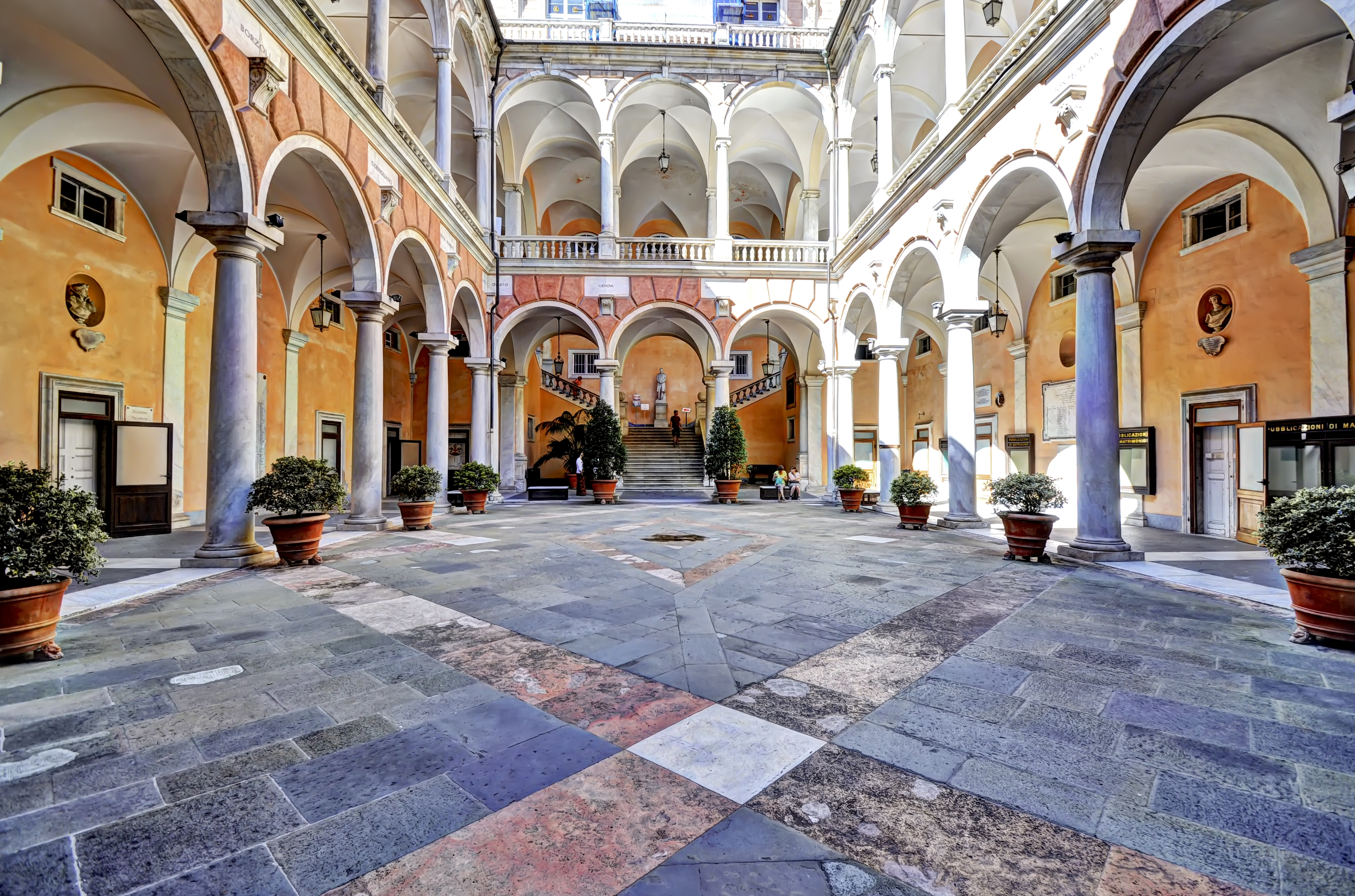
Spazi interni
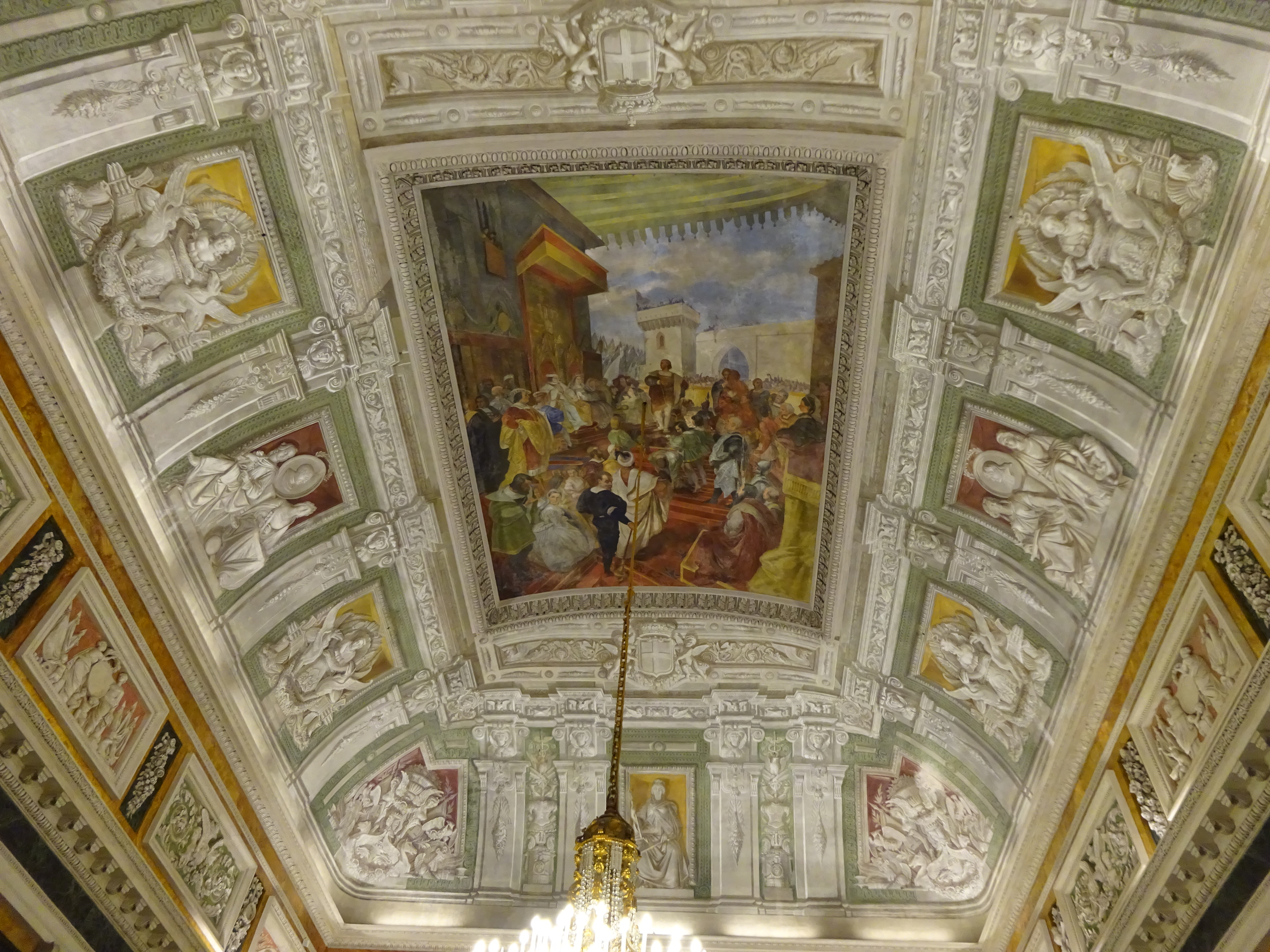
Salone di rappresentanza, il soffitto
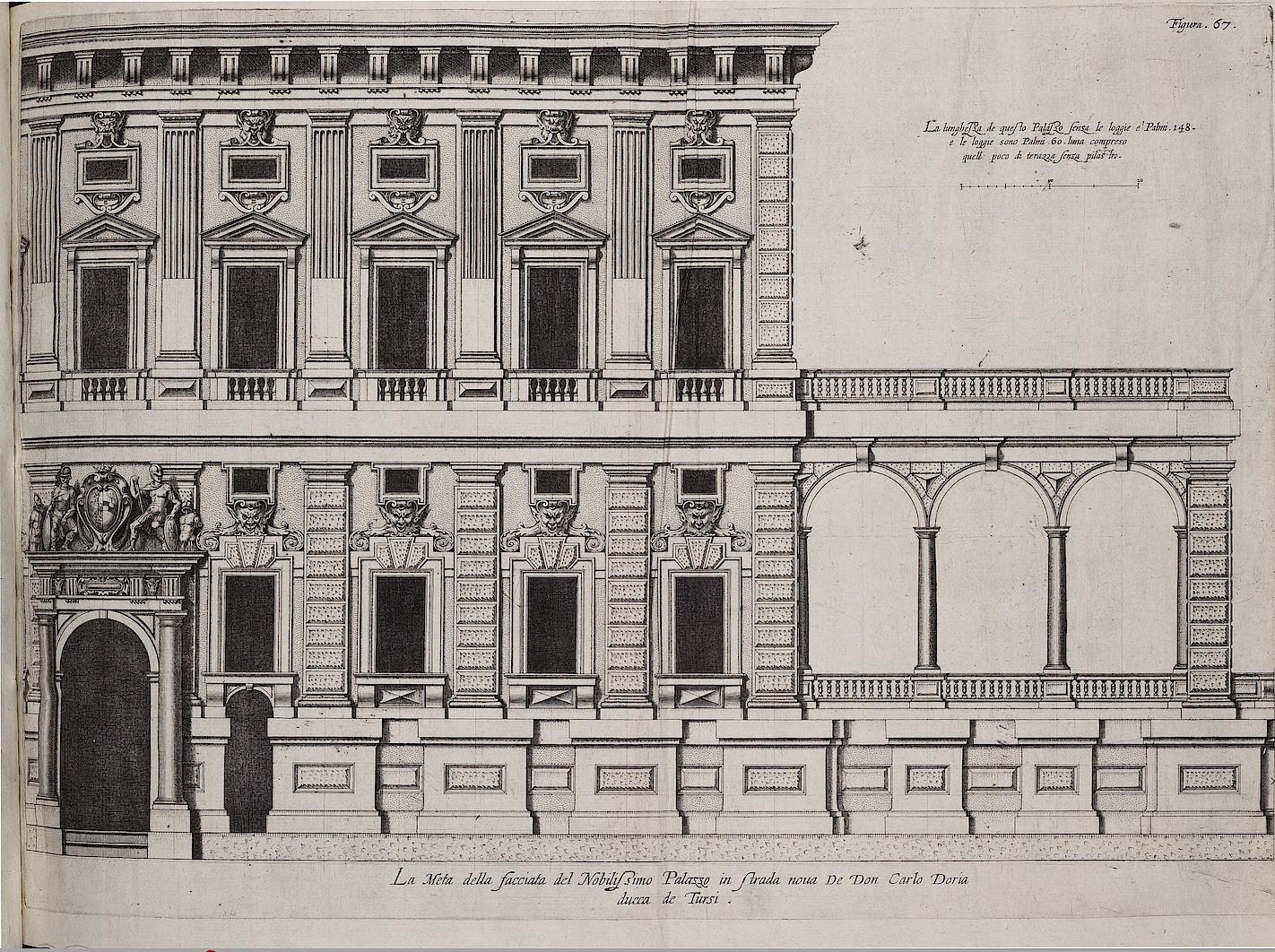
Rubens - Palazzi di Genova, 1622
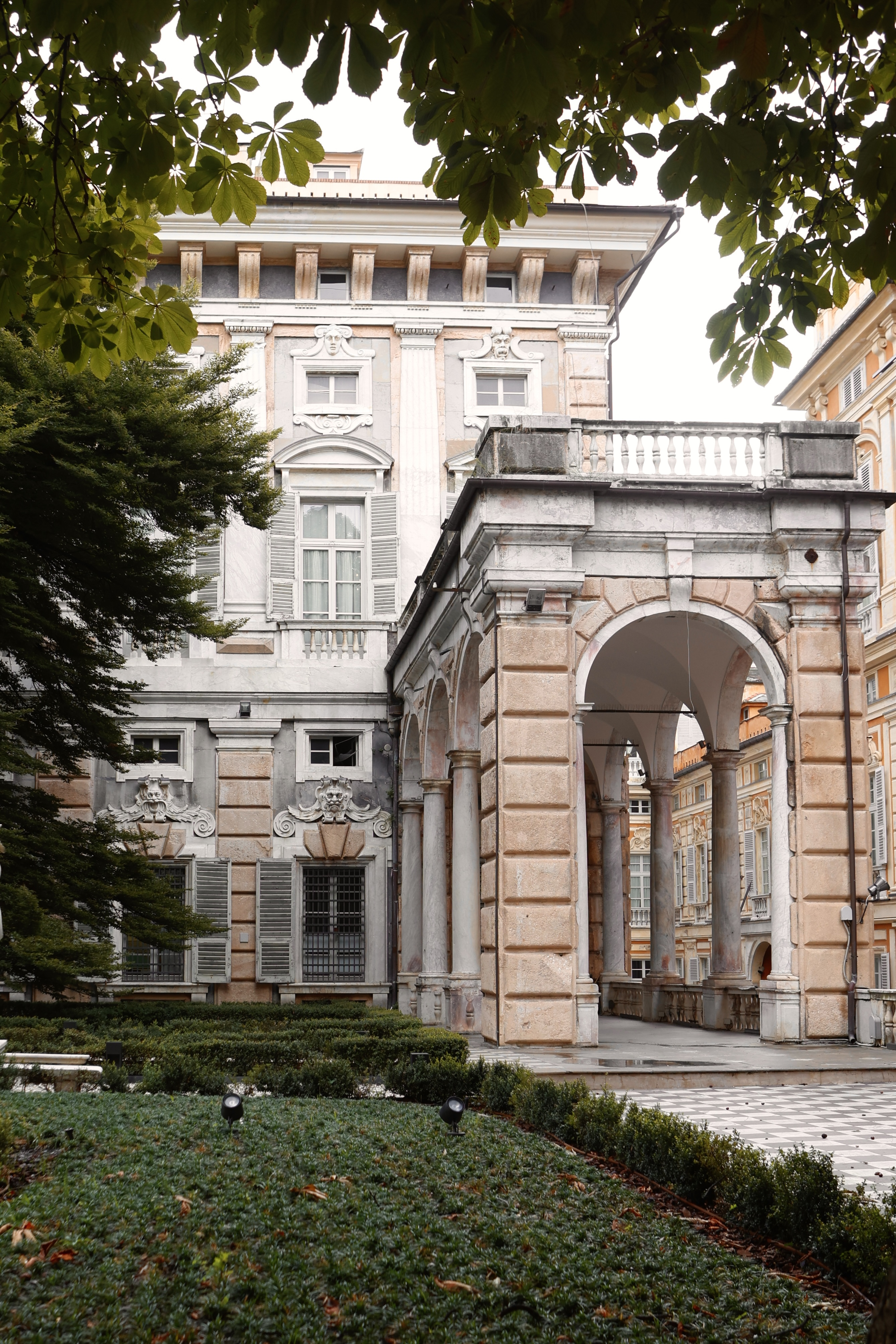
Loggiato confinante con il giardino inferiore di Palazzo Bianco

## La sede museale
L'edificio è collegato all'adiacente Palazzo Bianco. Fa parte del polo museale genovese dei Musei di Strada Nuova ed ospita le ultime sale della galleria del museo con la pittura genovese del XVII e XVIII secolo, la Maddalena Penitente di Antonio Canova, la collezione numismatica e quella di ceramiche del comune di Genova. Due sale del percorso espositivo sulle volte presentano affreschi di Nicolò Barabino (La Munificenza) e Pietro Fea (Carro del Sole).
Le sale paganiniane, riallestite con soluzioni e tecnologie multimediali nel 2021, sono dedicate alla figura del celebre violinista e compositore genovese Niccolò Paganini. La prima sala, Paganini e Genova, racconta gli aspetti più importanti della biografia del compositore e la sua relazione con la città. La seconda sala è dedicata a un aspetto poco noto della sua carriera: fu infatti anche un eccellente chitarrista. Nella terza sala sono esposti due celebri violini: quello appartenuto a Paganini, detto anche il Cannone, realizzato a Cremona dal liutaio italiano Bartolomeo Giuseppe Antonio Guarneri, e la sua copia che il liutaio francese Jean-Baptiste Vuillaum realizzò nel 1833 sempre per Paganini. Sette anni più tardi questi lo donò al suo allievo Camillo Sivori, che come fece il suo maestro, alla morte lo lasciò in eredità al Comune di Genova.

### Opere principali
- Antonio Canova, Maddalena Penitente;
- Alessandro Magnasco, Trattenimento in un giardino di Albaro; Sant'Agostino e il bimbo; Preghiera davanti a una cappella campestre
- Giovanni Maria Delle Piane detto il Mulinaretto, Ritratto di Francesco Maria Imperiale
- Gregorio De Ferrari, Cristo e la samaritana; Noli me tangere
- Lorenzo De Ferrari, Alessandro taglia il nodo gordiano
- Bartolomeo Guidobono, Visione di Santa Margherita
- Nicolas Lancret, Danza in giardino
- Bartolomeo Giuseppe Guarnieri, il Cannone, violino di Niccolò Paganini

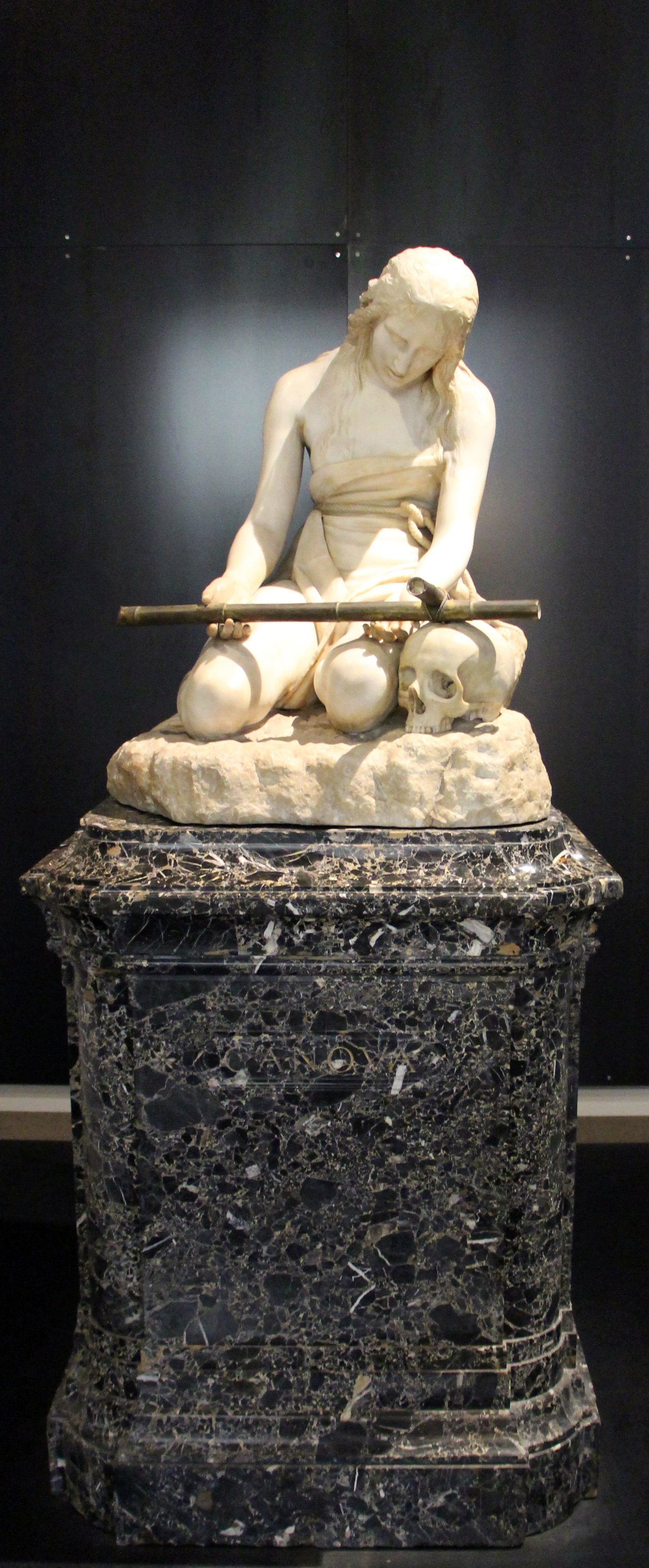
Antonio Canova, La Maddalena penitente
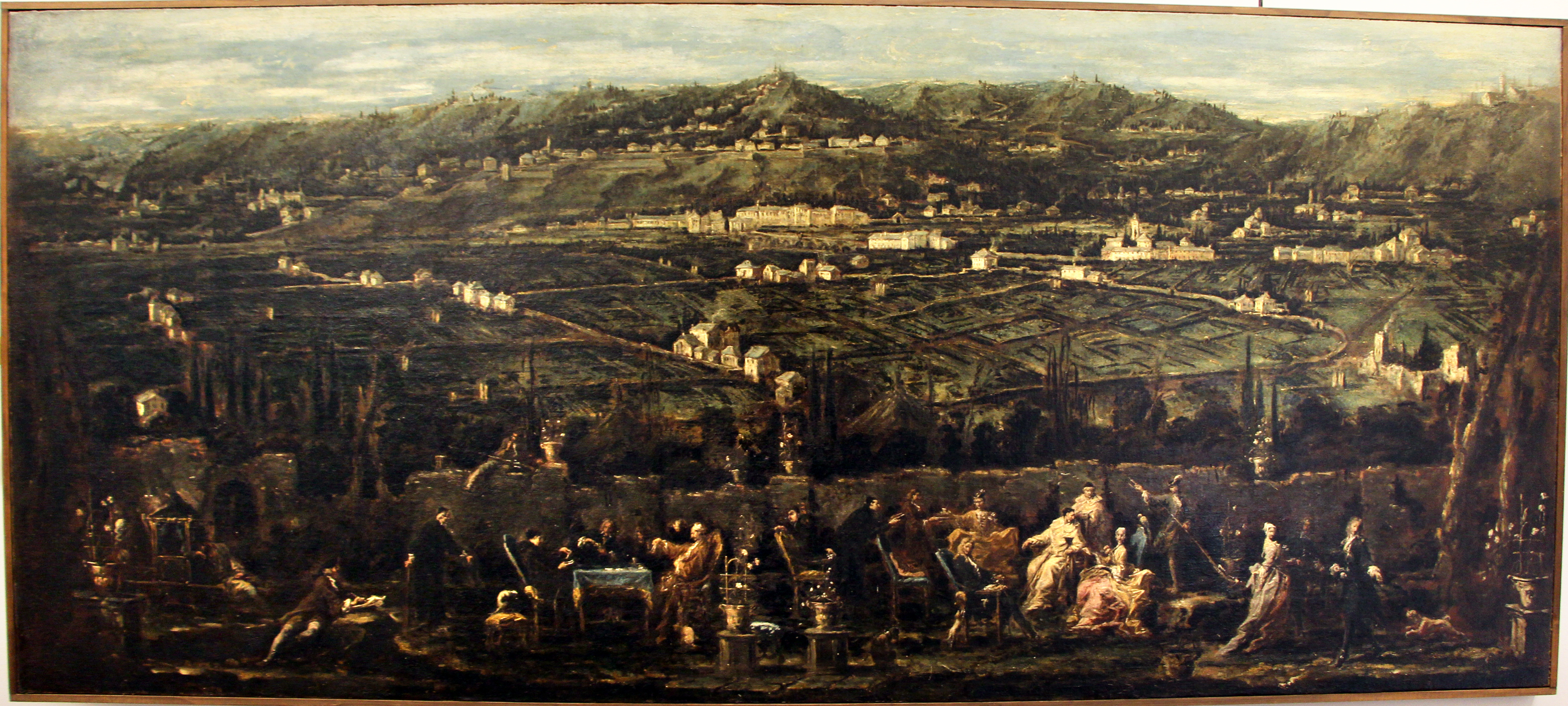
Alessandro Magnasco, Trattenimento in un giardino d'Albaro
Alessandro Magnasco Sant'Agostino e il bimbo
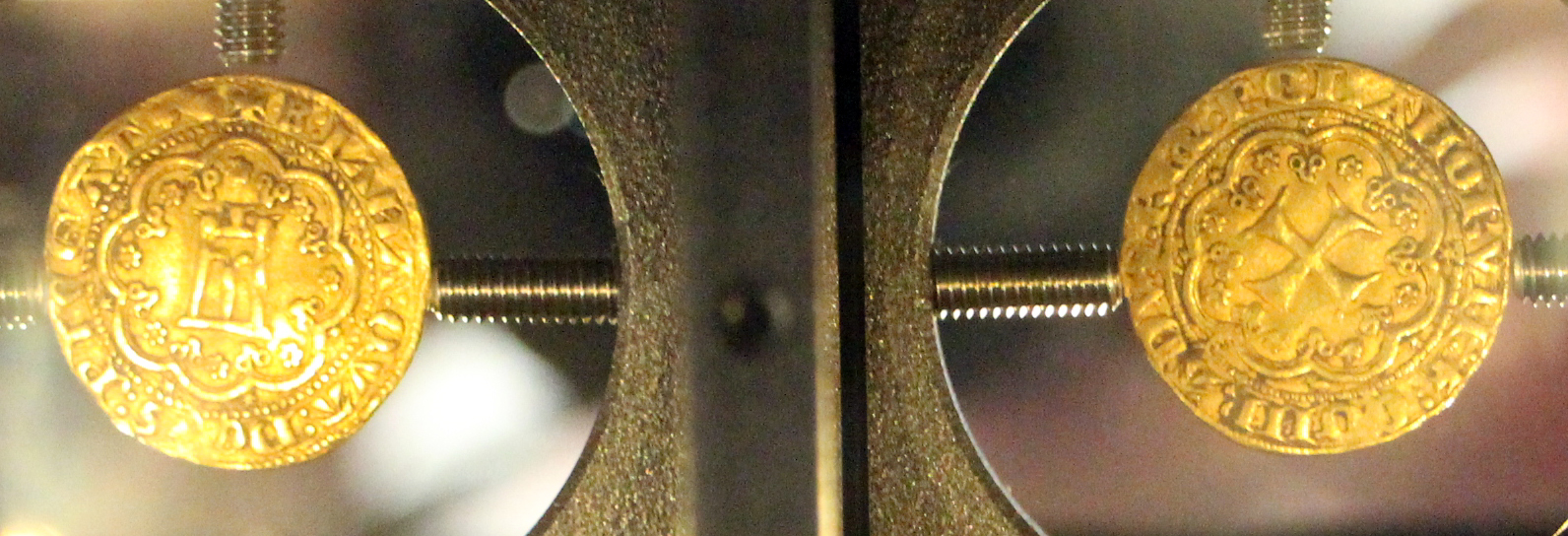
Collezione numismatica, Genovino
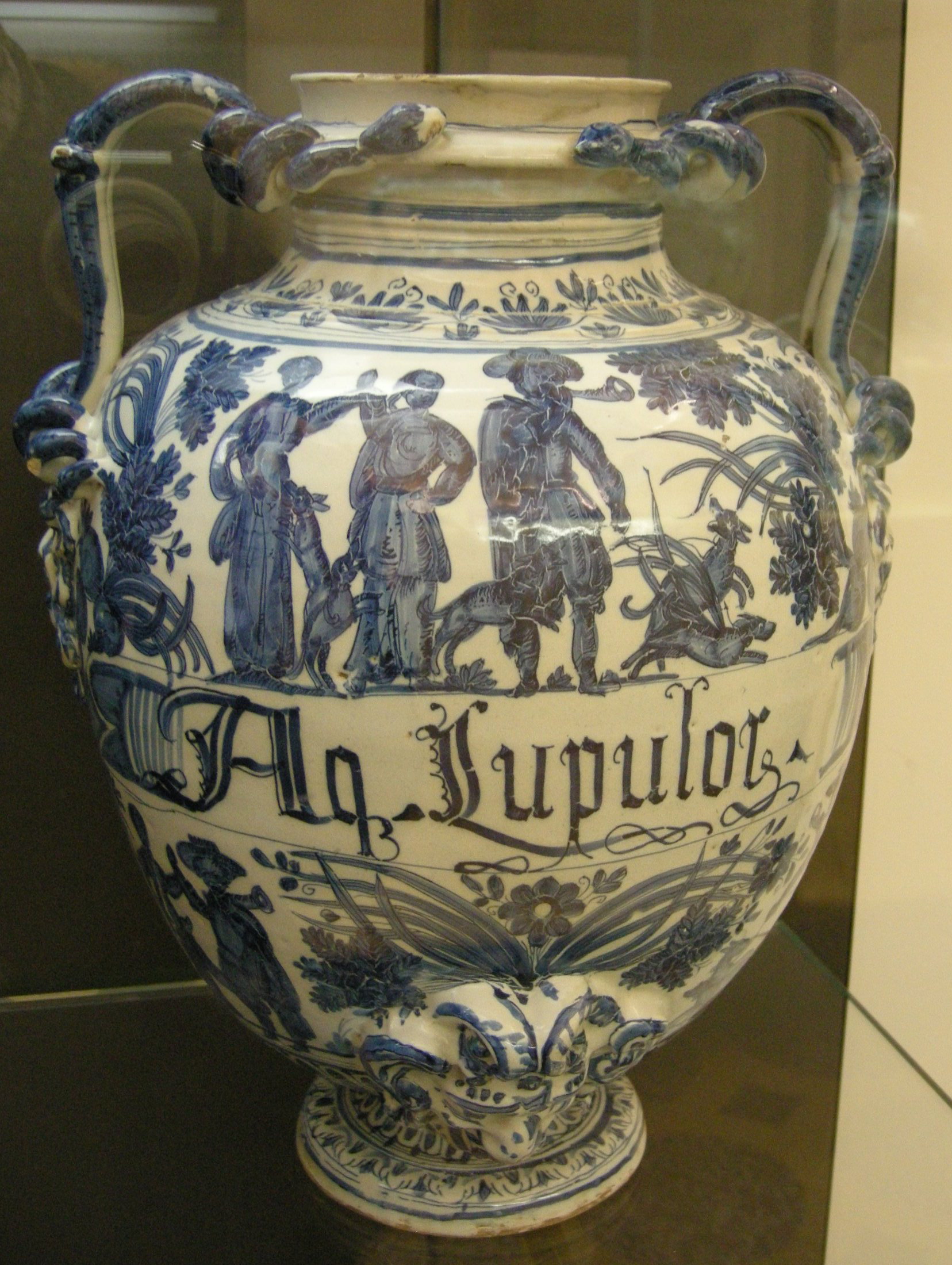
Collezione ceramiche, vaso farmaceutico di luppolo, XVII secolo
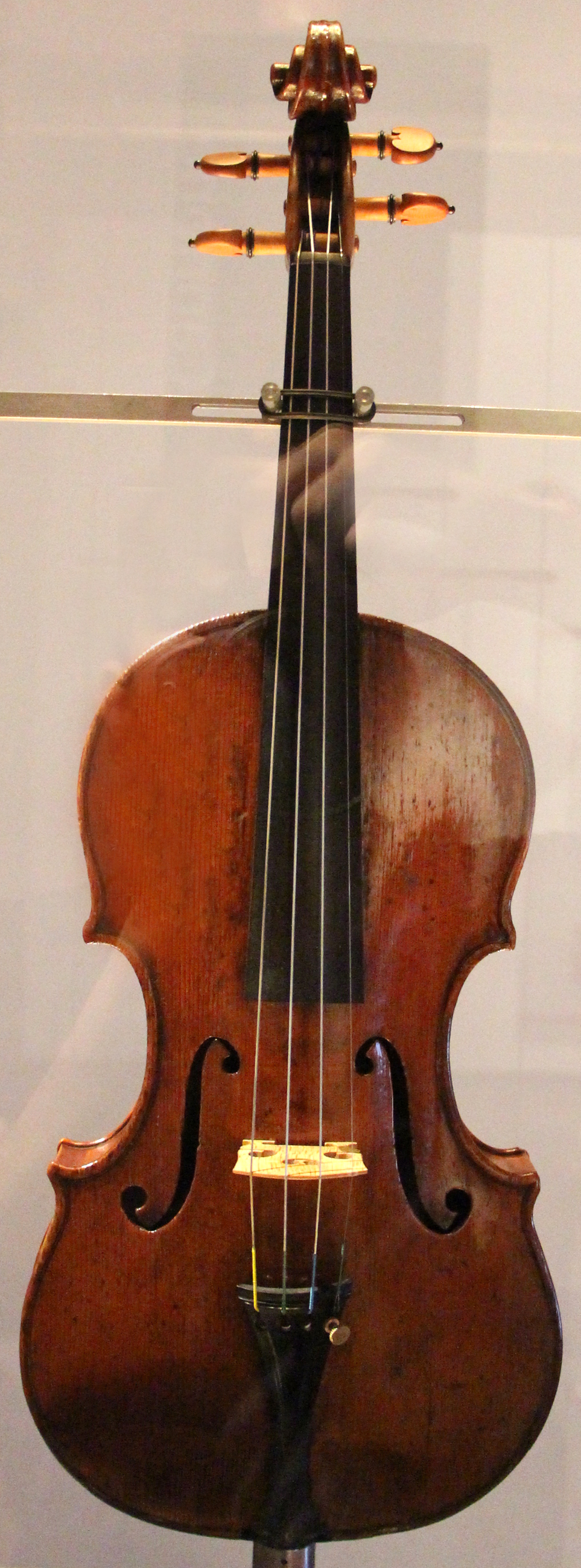
Il violino Sivori, costruito dal liutaio francese Jean-Baptiste Vuillaum, a Parigi 1834 e copia del celebre Guarneri del Gesù, il "Cannone"
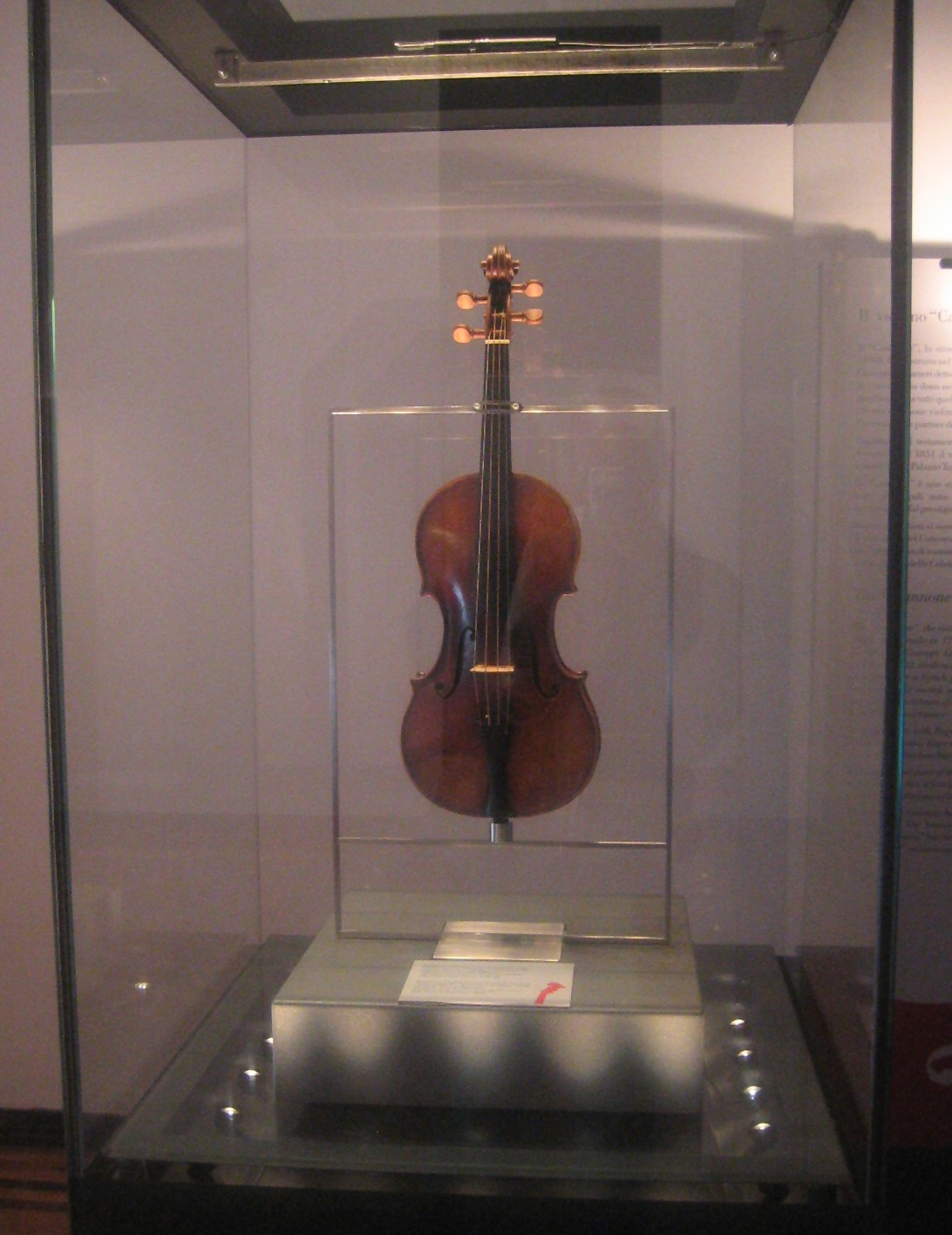
Il violino costruito dal liutaio italiano, Bartolomeo Giuseppe Guarneri e appartenuto a Niccolò Paganini e detto Il Cannone

Tra le varie collezioni, di interesse ve n'è una relativa ai pesi e alle misure ufficiali utilizzati nell'antica Repubblica di Genova.

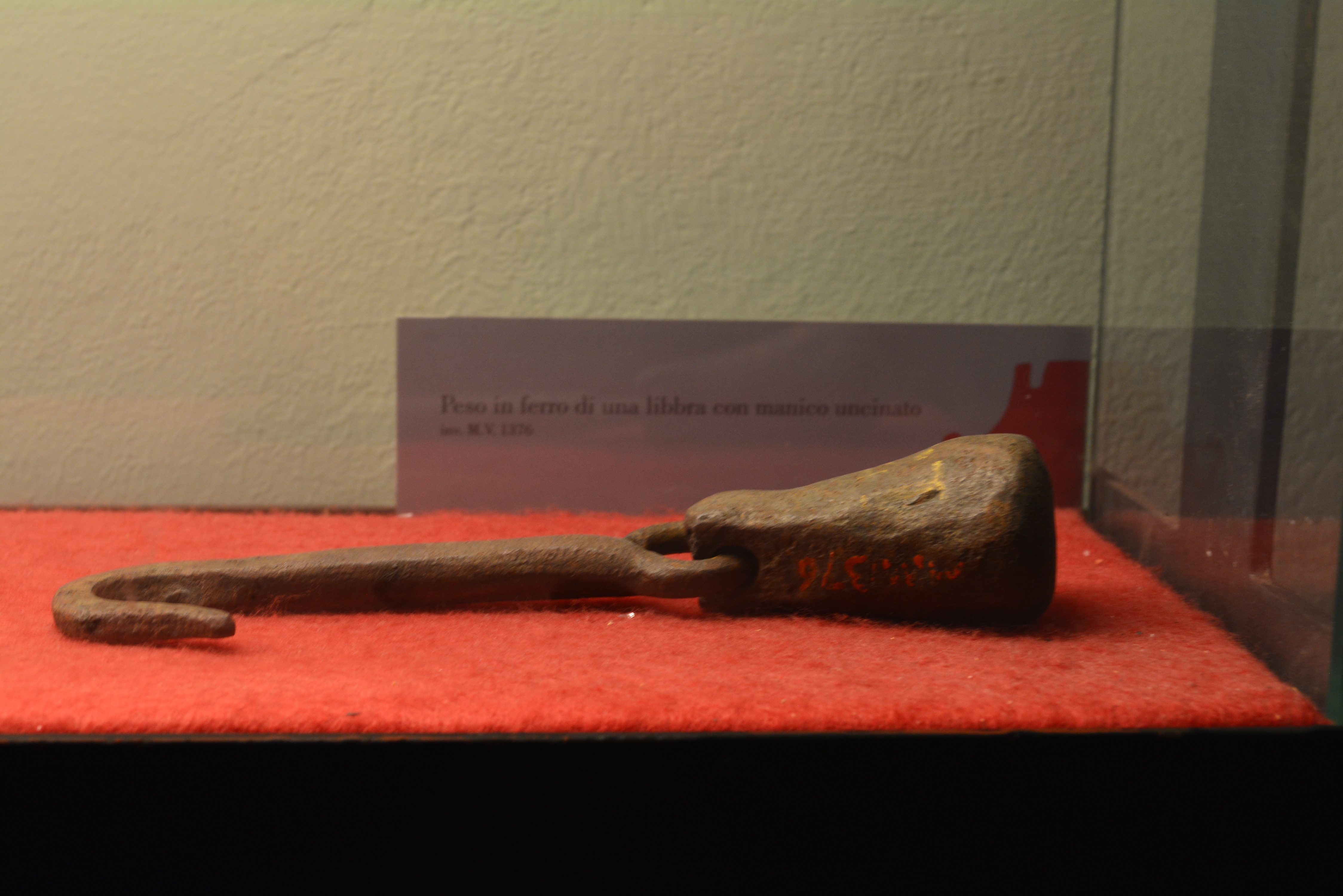
Una libbra
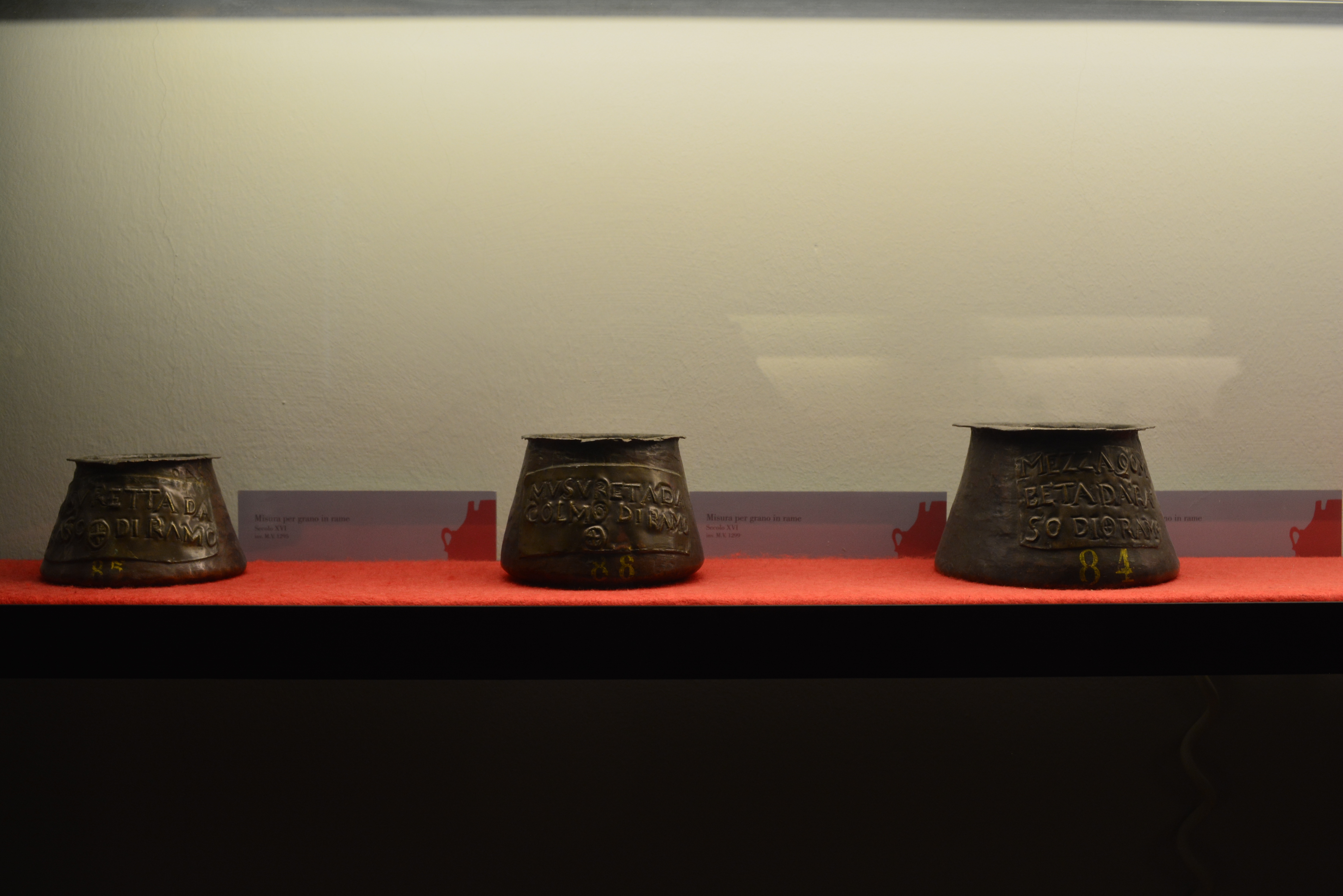
Pesi di misura
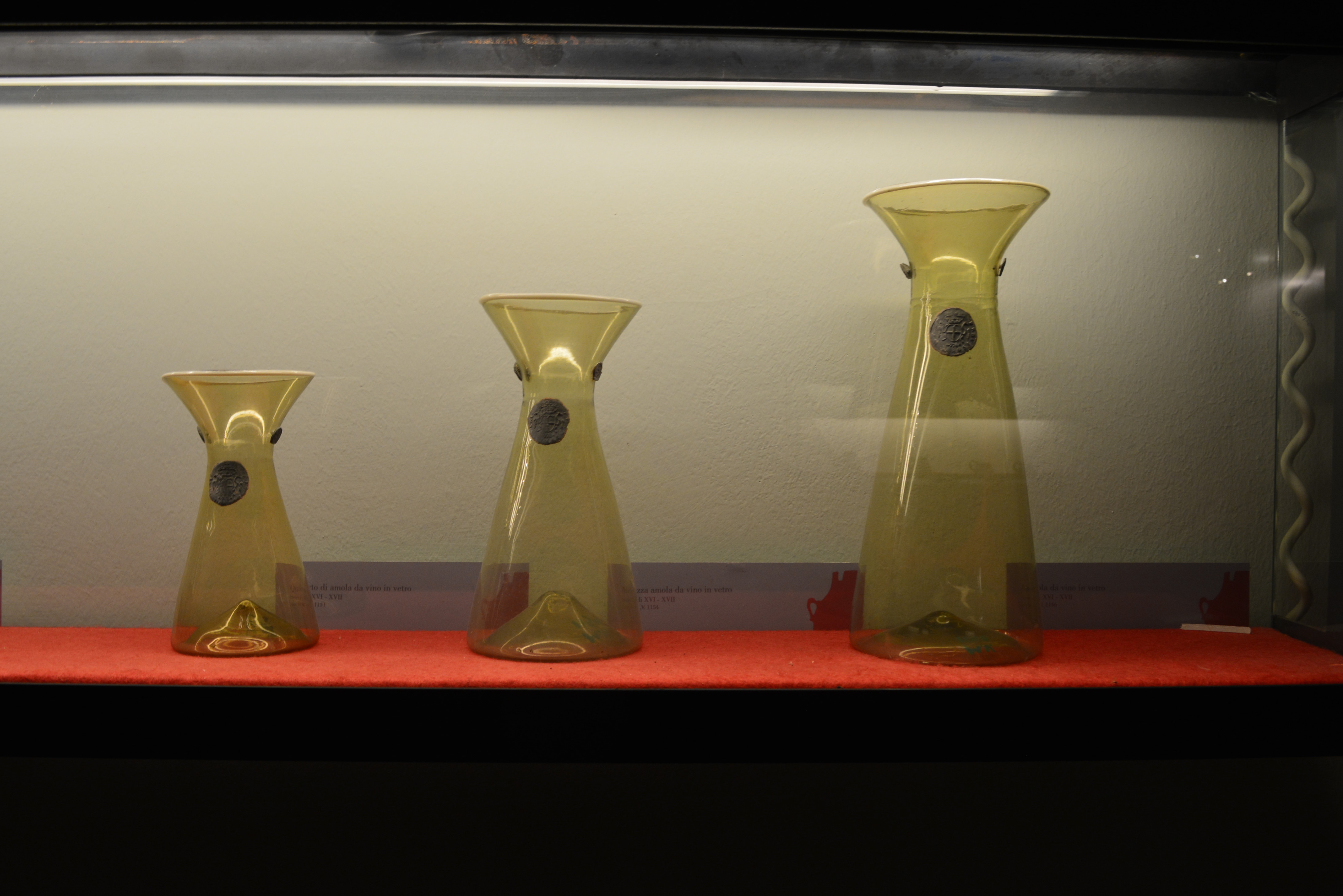
Unità di misura dei liquidi